# Диего-де-Альмагро (Чили)
Диего-де-Альмагро  (исп. Diego de Almagro) — город в Чили. Административный центр одноимённой коммуны. Население города — 7951 человек (2002). Город и коммуна входит в состав провинции Чаньяраль и области Атакама.
Территория — 18 664 км². Численность населения — 13 925 жителя (2017). Плотность населения — 1,34 чел./км².
Город был назван в честь Диего де Альмагро,  испанского конкистадора и завоевателя Перу и Чили. Самый высокогорный населённый пункт в Чили.

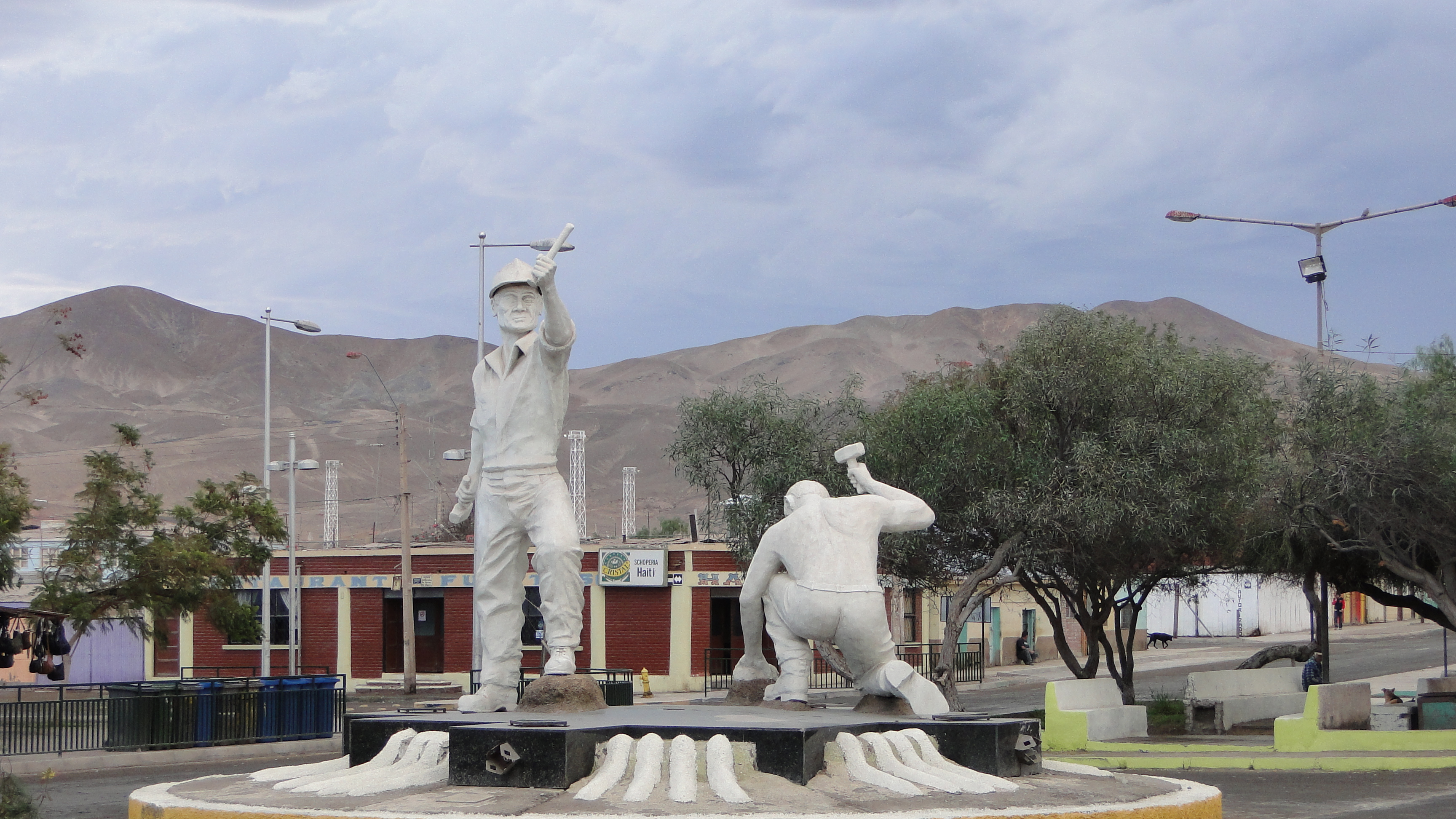
Монумент шахтерам

## Расположение
Город расположен в долине реки Саладо в 114 км (152 км по шоссе) на северо-восток от административного центра области города Копьяпо.
Коммуна граничит:
- на севере — с коммунами Тальталь и Антофагаста;
- на востоке — с провинцией Аргентины — Катамарка;
- на юге — с коммуной Копьяпо;
- на западе — коммуной Чаньяраль.

## Транспорт
- Железнодорожная станция Пуэбло-Ундидо
- Автомобильные трассы:
  - шоссе С-13 (Чаньяраль — Эль-Сальвадор)
  - шоссе С-17 (Копьяпо — Диего-де-Альмагро)

Расстояние по автомобильной дороге до населённых пунктов:
- Копьяпо — 151 км
- Эль-Сальвадор — 62 км
- Чаньяраль — 67 км

## Демография
Согласно сведениям, собранным в ходе переписи 2017 г  Национальным институтом статистики (INE),  население коммуны составляет:
| Полное население                          | Полное население                          | Полное население                          | Полное население                          | Полное население                          | 13 925 |
| ----------------------------------------- | ----------------------------------------- | ----------------------------------------- | ----------------------------------------- | ----------------------------------------- | ------ |
| в том числе:                              | Городское население                       | 13 255                                    | Процент городского населения, %           | 95,19                                     |        |
|                                           | Сельское население                        | 670                                       | Процент сельского населения, %            | 4,81                                      |        |
|                                           | Мужское население                         | 7 486                                     | Процент мужского населения, %             | 53,76                                     |        |
|                                           | Женское население                         | 6 439                                     | Процент женского населения, %             | 46,24                                     |        |
| Плотность населения, чел/км²              | Плотность населения, чел/км²              | Плотность населения, чел/км²              | Плотность населения, чел/км²              | Плотность населения, чел/км²              | 1,34   |
| Население коммуны в % к населению области | Население коммуны в % к населению области | Население коммуны в % к населению области | Население коммуны в % к населению области | Население коммуны в % к населению области | 4,87   |

| Динамика изменения населения коммуны | Динамика изменения населения коммуны | Динамика изменения населения коммуны | Динамика изменения населения коммуны |
| ------------------------------------ | ------------------------------------ | ------------------------------------ | ------------------------------------ |
| 1992                                 | 2002                                 | 2012                                 | 2017                                 |
| 27515                                | 18589▼                               | 16452▼                               | 13925▼                               |

## Важнейшие населенные пункты[4]
| № | Населённый пункт  | Населённый пункт (исп.) | Категория | Население чел. (2002) | На карте                        |
| - | ----------------- | ----------------------- | --------- | --------------------- | ------------------------------- |
| 1 | Эль-Сальвадор     | El Salvador             | город     | 8697                  | 26°14′47″ ю. ш. 69°37′34″ з. д. |
| 2 | Диего-де-Альмагро | Diego de Almagro        | город     | 7951                  | 26°23′29″ ю. ш. 70°02′46″ з. д. |
| 3 | Порталь-дель-Инка | Portal del Inca         | город     | 1026                  | 26°16′42″ ю. ш. 69°35′28″ з. д. |
| 4 | Инка-де-Оро       | Inca de Oro             | поселок   | 352                   | 26°45′17″ ю. ш. 69°54′19″ з. д. |
| 5 | Льянта            | Llanta                  | поселок   | 206                   | 26°20′00″ ю. ш. 69°49′09″ з. д. |